# Cranichis
Cranichis – rodzaj roślin z rodziny storczykowatych (Orchidaceae). Obejmuje 92 gatunki występujące w Ameryce Północnej, Środkowej i Południowej w takich krajach i regionach jak: Argentyna, Bahamy, Belize, Boliwia, Brazylia, Kolumbia, Kostaryka, Kuba, Dominikana, Ekwador, Salwador, Floryda, Gujana Francuska, Galapagos, Gwatemala, Haiti, Honduras, Jamajka, Leeward Islands, Meksyk, Nikaragua, Panama, Paragwaj, Peru, Portoryko, Surinam, Trynidad i Tobago, Wenezuela, Windward Islands.

## Systematyka
Rodzaj sklasyfikowany do podplemienia Cranichidinae w plemieniu Cranichideae, podrodzina storczykowe (Orchidoideae), rodzina storczykowate (Orchidaceae), rząd szparagowce (Asparagales) w obrębie roślin jednoliściennych.
Wykaz gatunków
- Cranichis acuminatissima Ames & C.Schweinf.
- Cranichis amplectens Dod
- Cranichis antioquiensis Schltr.
- Cranichis apiculata Lindl.
- Cranichis atrata Schltr.
- Cranichis badia Renz ex Kolan. & Szlach.
- Cranichis barkleyi Szlach. & Kolan.
- Cranichis beckii Kolan., Baranow, S.Nowak & A.Fuentes
- Cranichis brachyblephara Schltr.
- Cranichis brevirostris Renz ex Kolan. & Szlach.
- Cranichis callejasii Szlach. & Kolan.
- Cranichis callifera Garay
- Cranichis calva (Kraenzl.) Schltr.
- Cranichis candida (Barb.Rodr.) Cogn.
- Cranichis carlos-parrae Szlach. & Kolan.
- Cranichis castellanosii L.O.Williams
- Cranichis chiapasensis Beutelsp. & R.García Mart.
- Cranichis ciliata Kunth
- Cranichis ciliilabia C.Schweinf.
- Cranichis cochleata Dressler
- Cranichis crenatifolia Kolan. & Szlach.
- Cranichis cristalinensis Szlach. & Kolan.
- Cranichis crumenifera Garay
- Cranichis cucullata Schltr.
- Cranichis cylindrostachys Schltr.
- Cranichis diphylla Sw.
- Cranichis elliptica Schltr.
- Cranichis engelii Rchb.f.
- Cranichis fendleri Schltr.
- Cranichis foliosa Lindl.
- Cranichis galatea Dod
- Cranichis garayana Dodson & R.Vásquez
- Cranichis georginae R.González & Lizb.Hern.
- Cranichis gibbosa Lindl.
- Cranichis glabricaulis Hoehne
- Cranichis glandulosa A.Rich. & Galeotti
- Cranichis gracilis L.O.Williams
- Cranichis hassleri Cogn.
- Cranichis hieroglyphica Ames & Correll
- Cranichis juajibioyi Szlach. & Kolan.
- Cranichis killipii Szlach. & Kolan.
- Cranichis lankesteri Ames
- Cranichis lehmanniana (Kraenzl.) L.O.Williams
- Cranichis lehmannii Rchb.f.
- Cranichis lichenophila D.Weber
- Cranichis longipetiolata C.Schweinf.
- Cranichis macroblepharis Rchb.f.
- Cranichis maldonadoana Kolan., Baranow, S.Nowak & A.Fuentes
- Cranichis mandonii Schltr.
- Cranichis monophylla Lindl.
- Cranichis muscosa Sw.
- Cranichis neglecta Szlach. & Kolan.
- Cranichis nigrescens Schltr.
- Cranichis notata Dressler
- Cranichis nudilabia Pabst
- Cranichis ovatilabia Schltr.
- Cranichis parvula Renz
- Cranichis pennellii Szlach. & Kolan.
- Cranichis perezii R.González & Lizb.Hern.
- Cranichis picta Rchb.f.
- Cranichis pleioneura Schltr.
- Cranichis polyantha Schltr.
- Cranichis polyblephara Schltr.
- Cranichis popayanensis Szlach. & Kolan.
- Cranichis pseudomuscosa Szlach. & Kolan.
- Cranichis pulvinifera Garay
- Cranichis queremalensis Szlach. & Kolan.
- Cranichis reticulata Rchb.f.
- Cranichis revoluta Hamer & Garay
- Cranichis ricartii Ackerman
- Cranichis roldanii Szlach. & Kolan.
- Cranichis rotundifolia Szlach. & Kolan.
- Cranichis saccata Ames
- Cranichis schlechteri Szlach. & Kolan.
- Cranichis schlimii Rchb.f.
- Cranichis schultesii Szlach. & Kolan.
- Cranichis scripta Kraenzl.
- Cranichis silvicola Renz ex Kolan. & Szlach.
- Cranichis sparrei Garay
- Cranichis stictophylla Schltr.
- Cranichis subumbellata A.Rich. & Galeotti
- Cranichis sylvatica A.Rich. & Galeotti
- Cranichis talamancana Dressler
- Cranichis tenuiflora Griseb.
- Cranichis tenuis Rchb.f.
- Cranichis tolimanensis R.González & Lizb.Hern.
- Cranichis tovariana R.González & Lizb.Hern.
- Cranichis turkeliae Christenson
- Cranichis viereckii Ames
- Cranichis wageneri Rchb.f.
- Cranichis werffii Garay
- Cranichis zarucchii Szlach. & Kolan.